# Edgar Feuchtinger
Edgar Feuchtinger, (Metz le 9 novembre 1894 - Berlin-Ouest, le 21 janvier 1960) est un général de division allemand de la Seconde Guerre mondiale. Largement décoré, il fut pourtant condamné à mort par un tribunal militaire nazi, pour défaitisme, en janvier 1945. Après-guerre, Edgar Feuchtinger fut par ailleurs mêlé à une affaire d’espionnage, dans le contexte de la guerre froide.

## Biographie
Edgar Feuchtinger naît le 9 novembre 1894, à Metz, une ville de garnison animée d'Alsace-Lorraine. Avec sa ceinture fortifiée, Metz est alors la première place forte du Reich allemand, constituant une pépinière d'officiers supérieurs et généraux. Attiré par la carrière des armes, comme ses compatriotes Hans-Albrecht Lehmann, Kurt Haseloff et Theodor Berkelmann, le jeune Edgar rejoint, en 1907, une école des cadets, à Karlsruhe. Il se distingue rapidement par ses capacités militaires. C'est donc naturellement qu'il s'engage en août 1914.

### Première Guerre mondiale
Pendant la Première Guerre mondiale, Edgar Feuchtinger combat avec le 14e régiment d'artillerie à pied en Russie et en France, où il participe notamment à la bataille de Verdun, à la bataille de la Somme et à la bataille de l'Aisne. Promu Leutnant, sous-lieutenant, en août 1915, Feuchtinger termine la guerre comme officier subalterne. Au cours de ce conflit, il fut décoré à plusieurs reprises, notamment par les croix de fer de 2e et 1re classes.

### Entre-deux-guerres
Après guerre, Feuchtinger poursuit sa carrière dans la Reichswehr, l'armée allemande de la République de Weimar. Affecté dans des régiments d'artillerie, il gravit un à un tous les échelons hiérarchiques. Oberleutnant en avril 1925, Feuchtinger est promu Hauptmann, capitaine, en novembre 1929 et Major, commandant, en novembre 1935. En octobre 1937, il prend le commandement du 3e bataillon du 26e régiment d’artillerie. Le 1er août 1938, le commandant Feuchtinger est promu Oberstleutnant, lieutenant-colonel. Il est nommé commandant du 227e régiment d’artillerie, le 26 août 1939, à la veille de la Seconde Guerre mondiale.

### Seconde Guerre mondiale

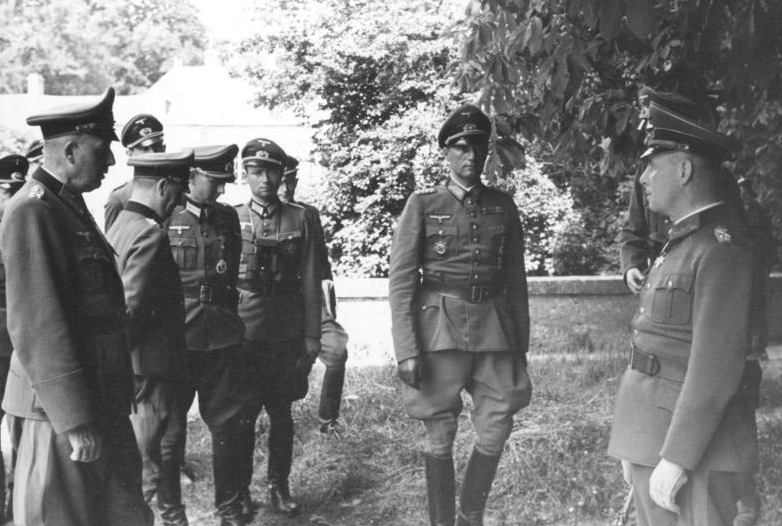
Le commandant Becker, le général Feuchtinger et Erwin Rommel au printemps 1944.

Au début la Seconde Guerre mondiale, le lieutenant-colonel Feuchtinger participe à l’invasion de la France à la tête du 227e régiment d’artillerie, recevant pour son action l’agrafe de la croix de fer. Son régiment est ensuite stationné en France. À l'automne 1941, le 227e Artillerie-Regiment est envoyé sur le front de l'Est. Alors qu'il se bat dans le nord de la Russie, Feuchtinger est promu Oberst, colonel, en août 1941. Placé dans la Führerreserve en août 1942, il est nommé chef du Kampfgruppe A, composé principalement d'éléments de la 10e Panzerdivision dans le courant de l'automne. Le 7 avril 1943, Feuchtinger reçoit le commandement de la Schnelle Brigade West, la 931e brigade d'artillerie motorisée. Le 15 juillet 1943, il reçoit la croix allemande en argent et prend le commandement de la 21e Panzerdivision, reformée à Rennes autour de sa brigade rapide.
Promu Generalmajor, général de brigade, le 1er août 1943, Feuchtinger est officiellement nommé Kommandeur de la 21e Panzerdivision. 
Cette unité dépend alors du Groupe d'armées B du Generalfeldmarschall Erwin Rommel. Après une inspection de la 21e Panzer Division à Falaise, Rommel ne peut s'empêcher de penser que l'ingénieux Feuchtinger est peut-être apprécié du parti, mais que la discipline militaire lui semble totalement étrangère, à lui comme à ses officiers. Le jour du débarquement, alors que sa division est en alerte au sud de Caen, Feuchtinger est d'ailleurs en permission à Paris, pour faire la fête avec sa maîtresse, une danseuse noire. 
L'ironie de l'histoire veut que Rommel ait été lui-même en permission auprès de sa famille le Jour J. Cette permission devait lui permettre de fêter l'anniversaire de sa femme, mais aussi de convaincre Hitler de la nécessité de mettre les divisions de Panzer près de la côte, Rommel ayant compris que si le débarquement réussissait, la maîtrise des airs des Alliés sur le continent européen leur assurerait la victoire. Contrairement au général von Salmuth, son compatriote, Feuchtinger comprend très vite qu’il ne s’agit pas d’une manœuvre de diversion des Alliés, mais d’un véritable débarquement. Il engage immédiatement ses troupes dans la Bataille de Normandie. À la tête de sa division blindée, il contre-attaque au nord de Caen. Un mois plus tard, le 6 août 1944, Feuchtinger reçoit ainsi la croix de chevalier de la croix de fer pour sa bravoure au combat. Le 20 août 1944, il est promu au grade de Generalleutnant, général de division, avec effet rétroactif au 1er août 1944.
Reformée autour de la 112e brigade blindée, la 21e Panzerdivision est envoyée en Lorraine, dans le secteur de Charmes - Épinal, pour contrer l'offensive Alliée. Alors qu'il est Kampfkommandant de Baccarat, où stationne sa division, le général Feuchtinger est obligé de battre en retraite devant la 2e DB du Général Leclerc, qui attaque en force le 30 octobre 1944.
En janvier 1945, alors que sa division est impliquée dans des combats acharnés dans la région de Sarrelouis, le général Feuchtinger s’affiche volontairement à Celle en compagnie de sa maîtresse, ne cachant plus ses doutes quant à l’issue de la guerre. Il est naturellement arrêté le 5 janvier 1945, et jugé par un tribunal d’exception. Le général Feuchtinger est alors condamné à mort pour trahison, mais finit par échapper in extremis à cette sentence. Il se constitue finalement prisonnier auprès des Alliés à Hambourg .

### Après-guerre
Le général Feuchtinger reste prisonnier jusqu'en août 1947. Dans les années cinquante, en tant qu'acteur de la bataille de Normandie, il donne des conférences sur le sujet, notamment le 22 août 1956, sur le champ de bataille de Caen, devant des élèves-officiers de l'école britannique d'état-major. Dans le contexte de la guerre froide, Edgar Feuchtinger est par ailleurs mêlé à une affaire d’espionnage. Il aurait recruté, pour les services de renseignements soviétiques, des officiers d'état-major allemands, notamment le colonel Otto von Hinckeldey. Il est aussi suspecté d'avoir remis des informations sur le réarmement de l'Allemagne au GRU, la Direction générale des renseignements soviétiques.
Edgar Feuchtinger s'éteindra le 21 janvier 1960 à Berlin-Ouest.

## Commandements
- Kommandeur de la 21e Panzerdivision (15 mai 1943 -15 janvier 1944 et 8 mai 1944 - 25 janvier 1945).

## Promotions
| Leutnant        | 18 août 1915      |
| Oberleutnant    | 1er avril 1925    |
| Hauptmann       | 1er novembre 1929 |
| Major           | 1er novembre 1935 |
| Oberstleutnant  | 1er août 1938     |
| Oberst          | 1er août 1941     |
| Generalmajor    | 1er août 1943     |
| Generalleutnant | 1er août 1944     |

## Distinctions
- Croix de fer[13] (1914)
  - 2e classe;
  - 1re classe;
- Ordre de Frédéric[13] 2e classe;
- Ordre du Lion de Zaeringen 2e classe;
- Croix hanséatique[13];
- Österreichische Ehren-Denkmünze für Tapferkeit[13], en bronze;
- Croix d'honneur 1914-1918
- Croix du mérite de guerre
  - 2e classe avec glaives
  - 1re classe avec glaives
- Médaille de service de longue durée de la Wehrmacht 4e à 1re classes
- Croix de fer (1939)
  - 2e classe
  - 1re classe
- Croix allemande[14], en argent, le 15 juillet 1943
- Croix de chevalier de la croix de fer[14], le 6 août 1944